# Кубок Грузії з футболу
Кубок Грузії з футболу (груз. საქართველოს თასი) — другий за значущістю після ліги Еровнулі футбольний турнір Грузії.

## Радянський період
Володарі кубка
- 1944: Сухумі
- 1945: Динамо (Сухумі)
- 1946: Буревісник (Тбілісі)
- 1947: Динамо (Батумі)
- 1948: Динамо (Сухумі)
- 1949: Фабрика Дімітрова
- 1950: ТОДО (Тбілісі)
- 1951: ТТУ (Тбілісі)
- 1952: ТТУ (Тбілісі)
- 1953: Динамо (Кутаїсі)
- 1954: ТТУ Тбілісі
- 1955: Динамо (Кутаїсі)
- 1956: Локомотив (Тбілісі)
- 1957: ТТУ Тбілісі
- 1958: Динамо (Батумі)
- 1959: Колмеурне (Махарадзе)
- 1960: Колмеурне (Махарадзе)
- 1961: СКІФ (Тбілісі)
- 1962: Металург (Зестафоні)
- 1963: Імереті (Кутаїсі)
- 1964: Мешахте (Ткібулі)
- 1965: Гурія (Ланчхуті)
- 1966: Гурія (Ланчхуті)
- 1967: Сінатле (Тбілісі)
- 1968: Сінатле (Тбілісі)
- 1969: Сінатле (Тбілісі)
- 1970: Егрісі (Цхакая)
- 1971: Гурія (Ланчхуті)
- 1972: Кахеті (Телаві)
- 1973: Динамо (Зугдіді)
- 1974: Металург (Руставі)
- 1975: СКІФ (Тбілісі)
- 1976: Мешахте (Ткібулі)
- 1977: Надікварі (Телаві)
- 1978: Магароелі (Чіатура)
- 1979: Магароелі (Чіатура)
- 1980: Сулорі (Вані)
- 1981: Сулорі (Вані)
- 1982: Мерцхалі (Махарадзе)
- 1983: Тбіліський Зооветеринарний Інститут
- 1984: Динамо (Зугдіді)
- 1985: Імеді (Тбілісі)
- 1986: Маднеулі (Болнісі)
- 1987: Спартак (Цхінвалі)
- 1988: Шадревані 83 (Цхалтубо)
- 1989: Шадревані 83 (Цхалтубо)

## Період незалежності

### Фінали
| Сезон | Переможець          | Рахунок     | Фіналіст             |
| ----- | ------------------- | ----------- | -------------------- |
| 1990  | Гурія               | 1–0 о       | Цхумі (Сухумі)       |
| 1992  | Динамо (Тбілісі)    | 3–1         | Цхумі (Сухумі)       |
| 1993  | Динамо (Тбілісі)    | 4–2         | Батумі               |
| 1994  | Динамо (Тбілісі)    | 1–0         | Металург (Руставі)   |
| 1995  | Динамо (Тбілісі)    | 1–0         | Динамо (Батумі)      |
| 1996  | Динамо (Тбілісі)    | 1–0 о       | Динамо (Батумі)      |
| 1997  | Динамо (Тбілісі)    | 1–0         | Динамо (Батумі)      |
| 1998  | Динамо (Батумі)     | 2–1 о       | Динамо (Тбілісі)     |
| 1999  | Торпедо (Кутаїсі)   | 0–0 п (4-2) | Самгуралі (Цхалтубо) |
| 2000  | Локомотив (Тбілісі) | 0–0 п (4-2) | Торпедо (Кутаїсі)    |
| 2001  | Торпедо (Кутаїсі)   | 0–0 п (4-3) | Локомотив (Тбілісі)  |
| 2002  | Локомотив (Тбілісі) | 2–0         | Торпедо (Кутаїсі)    |
| 2003  | Динамо (Тбілісі)    | 3–1         | Сіоні (Болнісі)      |
| 2004  | Динамо (Тбілісі)    | 2–1         | Торпедо (Кутаїсі)    |
| 2005  | Локомотив (Тбілісі) | 2–0         | Зестафоні            |
| 2006  | Амері (Тбілісі)     | 2–2 п (4-3) | Зестафоні            |
| 2007  | Амері (Тбілісі)     | 1–0         | Зестафоні            |
| 2008  | Зестафоні           | 2–1         | Амері (Тбілісі)      |

| Сезон        | Переможець        | Рахунок     | Фіналіст              |
| ------------ | ----------------- | ----------- | --------------------- |
| 2009         | Динамо (Тбілісі)  | 1–1 п (2-0) | Олімпі (Руставі)      |
| 2010         | ВІТ Джорджія      | 1–0         | Динамо (Тбілісі)      |
| 2011         | Гагра             | 1–0         | Торпедо (Кутаїсі)     |
| 2012         | Діла              | 4–1         | Зестафоні             |
| 2013         | Динамо (Тбілісі)  | 3–1         | Чіхура (Сачхере)      |
| 2014         | Динамо (Тбілісі)  | 2–1         | Чіхура (Сачхере)      |
| 2015         | Динамо (Тбілісі)  | 5–0         | Самтредія             |
| 2016 (весна) | Динамо (Тбілісі)  | 1–0         | Сіоні                 |
| 2016 (осінь) | Торпедо (Кутаїсі) | 2–1         | Мерані                |
| 2017         | Чихура            | 0–0 п (4-3) | Торпедо (Кутаїсі)     |
| 2018         | Торпедо (Кутаїсі) | 2–2 п (4-2) | Гагра                 |
| 2019         | Сабуртало         | 3–1         | Локомотив (Тбілісі)   |
| 2020         | Гагра             | 0–0 п (5-3) | Самгуралі (Цхалтубо)  |
| 2021         | Сабуртало         | 1–0         | Самгуралі (Цхалтубо)  |
| 2022         | Торпедо (Кутаїсі) | 2–0         | Локомотив-2 (Тбілісі) |
| 2023         | Сабуртало         | 1–0         | Динамо (Батумі)       |
| 2024         | Спаері            | 2–2 п (5-4) | Динамо (Тбілісі)      |

### Володарі кубка
| Клуб                | Перемоги | Переможні сезони |
| ------------------- | -------- | --- |
| Динамо (Тбілісі)    | 13       | 1991/92, 1992/93, 1993/94, 1994/95, 1995/96, 1996/97, 2002/03, 2003/04, 2008/09, 2012/13, 2013/14, 2014/15, 2015/16 |
| Торпедо (Кутаїсі)   | 5        | 1998/99, 2000/01, 2016, 2018, 2022                                                                                  |
| Локомотив (Тбілісі) | 3        | 1999/00, 2001/02, 2004/05                                                                                           |
| Сабуртало           | 3        | 2019, 2021, 2023 |
| Амері (Тбілісі)     | 2        | 2005/06, 2006/07 |
| Гагра               | 2        | 2010/11, 2020 |
| Чихура              | 1        | 2017 |
| Діла (Горі)         | 1        | 2011/12 |
| ВІТ Джорджія        | 1        | 2009/10 |
| Зестафоні           | 1        | 2007/08 |
| Динамо (Батумі)     | 1        | 1997/98 |
| Гурія (Ланчхуті)    | 1        | 1990 |
| Спаері              | 1        | 2024 |